# Översvämningarna i Mellanvästern 2007
Översvämningarna i Mellanvästern 2007 var en serie översvämningar i Mellanvästern i USA den tredje veckan i augusti 2007. Då Orkanen Dean nått Yucatánhalvön och Mexikanska golfen blåste stormar in över Mellanvästern i flera dagar, och utlöste översvämningarar i delstaterna Iowa, Minnesota, Wisconsin, Illinois, Indiana och Ohio.
Sammanlagt dog 18 personer i dessa översvämningar.